# Carlos Moyá
Carlos Moyá Llompart (katalanska: Carles Moyà Llompart), född 27 augusti 1976, är en spansk högerhänt före detta professionell tennisspelare från Mallorca.

## Tenniskarriären
Moya blev professionell spelare 1995. Han rankades som världsetta under två veckor i mars 1999. Hans favoritunderlag är grus, där han vunnit 16 av sina 20 titlar. Han har en stark forehand men betydligt svagare backhand. 
Han vann Franska Öppna i singel 1998. Säsongen 1997 spelade han final i Australian Open men förlorade i tre raka set mot Pete Sampras.
2004 vann han Davis Cup med Spanien.

## Grand Slam-finaler, singel (2)

### Titlar (1)
| År   | Mästerskap    | Finalmotståndare | Setsiffror    |
| 1998 | Franska öppna | Álex Corretja    | 6-3, 7-5, 6-3 |

### Finalförluster (1)
| År   | Mästerskap        | Finalmotståndare | Setsiffror    |
| 1997 | Australiska öppna | Pete Sampras     | 2-6, 3-6, 3-6 |

## Titlar

### Singel (20)
- 1995 – Buenos Aires
- 1996 – Umag
- 1997 – Long Island
- 1998 – Franska Öppna, Monte Carlo
- 2000 – Estoril
- 2001 – Umag
- 2002 – Cincinnati, Acapulco, Båstad, Umag
- 2003 – Barcelona, Buenos Aires, Umag
- 2004 – Rom, Acapulco, Chennai
- 2005 – Chennai
- 2006 – Buenos Aires
- 2007 – Umag